# Semistaffella
Semistaffella es un género de foraminífero bentónico normalmente considerado un subgénero de Pseudostaffella, es decir, Pseudostaffella (Semistaffella) de la subfamilia Pseudostaffellinae, de la familia Ozawainellidae, de la superfamilia Fusulinoidea, del suborden Fusulinina y del orden Fusulinida. Su especie tipo es Pseudostaffella variabilis. Su rango cronoestratigráfico abarca el Bashkiriense (Carbonífero superior).

## Discusión
Clasificaciones más recientes incluyen Semistaffella en la superfamilia Ozawainelloidea, y en la subclase Fusulinana de la clase Fusulinata. Otras clasificaciones incluyen Semistaffella en la familia Pseudostaffellidae.

## Clasificación
Semistaffella incluye a las siguientes especies:
- Semistaffella inconstans †, también considerado como Pseudostaffella (Semistaffella) inconstans †
- Semistaffella minuscularia †, también considerado como Pseudostaffella (Semistaffella) minuscularia †
- Semistaffella minuta †, también considerado como Pseudostaffella (Semistaffella) minuta †
- Semistaffella paraprotvae †, también considerado como Pseudostaffella (Semistaffella) paraprotvae †
- Semistaffella protvae †, también considerado como Pseudostaffella (Semistaffella) protvae †
- Semistaffella pseudovariabilis †, también considerado como Pseudostaffella (Semistaffella) pseudovariabilis †
- Semistaffella variabilis †, también considerado como Pseudostaffella (Semistaffella) variabilis †